# Deák Bárdos Mihály
Deák Bárdos Mihály (Miskolc, 1975. január 30. –) Európa-bajnok magyar birkózó.
Az 1993-as ifjúsági Eb-n negyedik volt. 1994-ben hatodik volt a szabadfogású felnőtt ob-n. Az 1995-ös, teheráni junior vb-n ezüstérmet szerzett szabadfogásban, a 130 kg-os súlycsoportban. Az ob-n kötöttfogásban ötödik, szabadfogásban bronzérmes volt. 1996-ban a Diósgyőri BC-ből a Szegedi BE-be igazolt. Az 1997-es Európa-bajnokságon 11. lett. A világbajnokságon a döntőben kapott ki Alekszandr Karelintől. A következő évben a minszki Európa-bajnokságon negyedik volt, a vb-n kiesett. Az 1999-es Európa-bajnokságon bordatörése miatt visszalépett egy mérkőzés után. A világbajnokságon a hetedik lett, amivel kivívta az olimpiai indulás jogát. 2000-ben bronzérmes volt az Európa-bajnokságon. Az olimpián 11. helyen végzett. Ebben az évben a Kecskeméti TE színeiben versenyzett.
2001 januárjában a Bp. Vasashoz igazolt. Az Eb-n első helyen végzett, a vb-n második volt. A következő évben, már a 120 kg-ban versenyezve, az Eb-n és a vb-n is a dobogó második fokára állhatott. 2003-ban szabad- és kötöttfogásban is magyar bajnok lett. Az év két világversenyén ismét ismét második lett. Világbajnoki helyezésével egyben biztosította az olimpiai kvótát is a súlycsoportjában. 2004-ben ezüstérmes volt a kötöttfogású ob-n. Az Európa-bajnokságon nem indult. Az athéni olimpián a selejtezőben kiesett, a tizedik helyen végzett.
A 2005-ös Eb-n helyezetlen, a budapesti vb-n második volt. 2006-ban kihagyta az ob-t és az Eb-t is. A 2006-ban Kantonban és a 2007-ben Bakuban rendezett világbajnokságon egyaránt ötödik lett. Utóbbival olimpiai kvótát szerzett. 2008-ban a csapat-világbajnokságon tagja volt az ezüstérmes magyar válogatottnak. Az Európa-bajnokságon kiesett és a 18. helyen végzett. A pekingi olimpián nyolcadik helyezettként zárt.
Az olimpia után hazatért Miskolcra, és ismét a Diósgyőri BC versenyzője lett. 2009-ben hatodik volt a kötöttfogású csapat-világbajnokságon. Az Európa-bajnokságon bronzérmes lett. A világbajnokságon nyolcadikként zárt. A 2010-es Eb-n tizedok helyezett lett. Ebben az évben szerzett diplomát a SOTE Testnevelési és Sporttudományi karán. A moszkvai vb-n kiesett. A következő évben bronzérmet szerzett az Európa-bajnokságon. A világbajnokságon ötödik lett, amivel olimpiai kvótát szerzett. A 2012-es Eb-n ötödik helyezett volt.
A 2012-es londoni olimpián a 120 kg-os kötöttfogású verseny nyolcaddöntőjében kikapott, és ezzel kiesett. A 2013-as budapesti világbajnokságon a bronzmérkőzésig jutott, ahol kikapott, így ötödik lett.
A 2019-es magyarországi önkormányzati választásokon a Fidesz és a KDNP közös önkormányzati képviselőjelöltjeként győzött Miskolcon, a 14. választókörzetben, az ellenzéki Csontos Róbert visszalépése után.

## Díjai, elismerései
- Az év magyar birkózója (2001, 2002, 2003, 2011)
- Az év magyar sportolója szavazás, 3. helyezett (2001)
- Az év miskolci sportolója (2003)
- Az év Borsod-Abaúj-Zemplén megyei sportolója (2009, 2011)